# Саидов, Магомед Нурбагандович
Магомед Нурбагандович Саидов (1903, Урахи, Дагестанская АССР — 1994, Москва) — советский учёный-геолог и нефтяник. Доктор геолого-минералогических наук (1955), профессор (1973). Заслуженный геолог РСФСР, Заслуженный деятель науки РСФСР. Участник Великой Отечественной войны. Кавалер ордена Ленина.

## Биография
Родился в 1903 году в селе Урахи Даргинского округа Дагестанской области в семье крестьянина.
Участник Гражданской войны, красный партизан. Воевал в Урахинском сводном отряде Красных партизан Дагестанской Красногвардейской части.
В 1925 году окончил рабфак в Махачкале, а в 1930 году окончил Московскую горную академию. Трудился на Кавказе в Дагестанской геолого-разведывательной базе, в тресте «Золоторазведка».
Участник Великой Отечественной войны. Участник обороны Москвы.
После ВОВ поступил в Аспирантуру Московского геолого-разведывательного института и защитил кандидатскую диссертацию в 1948 году.
Работал инженером, главным инженером, начальником экспедиции по разработке полезных ископаемых Сибири и Востока, Кольского полуострова. Средней Азии, Китая, Индии, Камчатки и т. д.
В 1953 году там же защитил докторскую диссертацию, после чего был назначен на должность заместителя директора НИИ нефтяной промышленности.
С 1955 по 1970 г.г — Директор Всесоюзного НИИ нефтяной промышленности г. Москва.
С 1970 по 1985 г.г — заведующий кафедрой Московского геолого-разведовательного института.
В 1973 году Высшей аттестационной комиссией присвоено ученое звание — профессора по кафедре «Поиска и разведки нефти и газа».
Проживал в Москве. Работал профессором в нефтяном институте.
Скончался в возрасте 91 года. Похоронен в Москве..

## Награды
Награждён орденами Ленина, Отечественной войны 1 степени, Красной Звезды, двумя Трудового Красного Знамени, «Знак Почёта» и медалью «За отвагу».

## Семья
Воспитал дочь Хадижат Саидову — доктора биологических наук, профессора. Заслуженного деятеля науки РСФСР, заслуженного профессора Института океанологии РАН.